# Золотово (Вологодская область)
Золотово — упразднённая деревня в Сокольском районе Вологодской области.
Входила в состав городского поселения город Кадников, с точки зрения административно-территориального деления — в Кадниковский сельсовет.
Расстояние по автодороге до районного центра Сокола — 24 км, до центра муниципального образования Кадникова — 12 км. Ближайшие населённые пункты — Цибово, Пирогово, Ведерница.
По данным переписи в 2002 году постоянного населения не было.
Упразднена 21 марта 2021 года.